# The City of Masks
Pour plus de détails, voir Fiche technique et Distribution.
The City of Masks est un film américain réalisé par Thomas N. Heffron et sorti en 1920.

## Synopsis
Le film dépeint l’histoire de plusieurs nobles européens qui, après avoir émigré en Amérique, se retrouvent à vivre et travailler comme des ouvriers ordinaires. Pour préserver le style  de vie continental auquel ils étaient habitués, ils se réunissent une fois par semaine, recréant ainsi un morceau de leur ancienne gloire et élégance dans leur nouvelle vie modeste.        

## Fiche technique
- Titre original : The City of Masks
- Réalisateur : Thomas N. Heffron
- Scénario : Walter Woods d'après The City of Masks de George Barr McCutcheon
- Production : Adolph Zukor, Jesse Lasky
- Distribution : Paramount Pictures
- Photographie : Karl Brown
- Durée : 5 bobines[1]
- Date de sortie: 20 juin 1920

## Distribution
- Robert Warwick : Tommy Trotter
- Lois Wilson : Miss Emsdale
- Theodore Kosloff : Bosky
- Edward Jobson : Corr McFadden
- J. M. Dumont : Stuyvesant Smith
- Robert Dunbar : Mr. Smith-Parvis
- Helen Dunbar : Mrs. Smith-Parvis
- Anne Schaefer : Mrs. Jacobs
- Frances Raymond : Madam Deborah
- William Boyd : Carpenter
- George Berrell : Bramble
- Snitz Edwards : Drouillard
- Richard Cummings : Moody
- T. E. Duncan : le détective